# Parque Lineal Itaipú
El Parque Lineal Itaipú es un sitio de esparcimiento ubicado en la localidad altoparanaense de Ciudad del Este, Paraguay. Este parque aprovecha tres de las cuatro principales áreas verdes colindantes del Área Habitacional N° 1, o «Área 1», como es comúnmente conocido. Con una superficie de 48 hectáreas, abarca la totalidad de los parques «Manuel Ortiz Guerrero», «José Asunción Flores» y «Salto del Guairá».

## Antecedentes
Para llevar adelante la obra, la Dirección de Coordinación de la Entidad, a través de la Superintendencia de Obras y Desarrollo, dispuso como requisito a las firmas contratistas encargadas de la ejecución del proyecto, la utilización de materiales de construcción ecosustentables y amigables con el medio ambiente.
Durante su construcción se concretaron los principales accesos viales, peatones y estacionamiento. También cuenta con sendos accesos centrales en la Avenida Los Lapachos y en la Avenida Los Yerbales, cada uno de estos con plaza de acceso, banco para descanso, estacionamiento, control con monitoreo de cámaras (complementado con casetas de guardia y molinetes), entre otros.

## Infraestructura
En el ámbito del aparcamiento, el parque cuenta con 180 lugares para estacionamientos de automóviles, 56 para motocicletas y 84 para bicicletas. Las estructuras de estos están dotadas de una combinación de materiales amigables con el medio ambiente, es decir, de impacto mínimo en la naturaleza, tales como los paños de hormigón, pisos tipo "Paver" (adoquínes prismáticos de pequeñas dimensiones), etc.
Los pisos ecológicos o adopasto, consisten en bloques de concreto, asentados con una capa de arena, nivelada y compactada, formando un pavimento regular, sólido y duradero. A esto se le agrega el componente ecológico con las gramíneas (pasto que son muy utilizados en plazas, parques, vías urbanas y residencias, atendiendo a que no emplean hidrocarburos (como combustible) y porque, con un adecuado sistema de drenaje, son resistentes tanto al tránsito vehicular como a la intemperie, incluso en días de lluvia.

## Actividades en el parque
El emprendimiento proyecta áreas de descanso, camineros, pista de atletismo, anfiteatro, canchas deportivas, parques infantiles, gimnasios al aire libre, entre otros atractivos.